# Zingiber belumense
Zingiber belumense là một loài thực vật có hoa trong họ Gừng. Loài này được Chong Keat Lim và Kalu Meekiong miêu tả khoa học đầu tiên năm 2014.

## Mẫu định danh
Mẫu định danh C.K.Lim L12590; thu thập năm 2014 tại điểm cao Titiwangsa, tọa độ 5°47′11″B 101°30′48″Đ / 5,78639°B 101,51333°Đ, Vườn bang Hoàng gia Belum, bang Perak, Malaysia. Mẫu holotype lưu giữ tại Đại học Quốc gia Malaysia ở Bandar Baru Bangi, Selangor, Malaysia (UKMB). Mẫu isotype lưu giữ tại phòng mẫu cây Vườn bảo tồn thực vật Suriana ở Balik Pulau trên đảo Penang.

## Từ nguyên
Tính từ định danh belumense lấy theo địa danh là Vườn bang Hoàng gia Belum nằm trong tổ hợp rừng lớn nhất bán đảo Mã Lai là Belum-Temengor.

## Phân bố
Loài bản địa Malaysia bán đảo (đông bắc bang Perak).